# Miguel de Cervantes
Miguel de Cervantes Saavedra (Alcalá de Henares, 29 september 1547 – Madrid, 22 april 1616) is een van de belangrijkste roman- en toneelschrijvers uit de Spaanse literatuur. Hij schreef een twintigtal toneelwerken, maar is vooral bekend geworden door zijn boek Don Quichote van La Mancha (El ingenioso hidalgo Don Quixote de la Mancha).

## Biografie
Cervantes werd geboren in Alcalá de Henares, een universiteitsstad dicht bij Madrid.

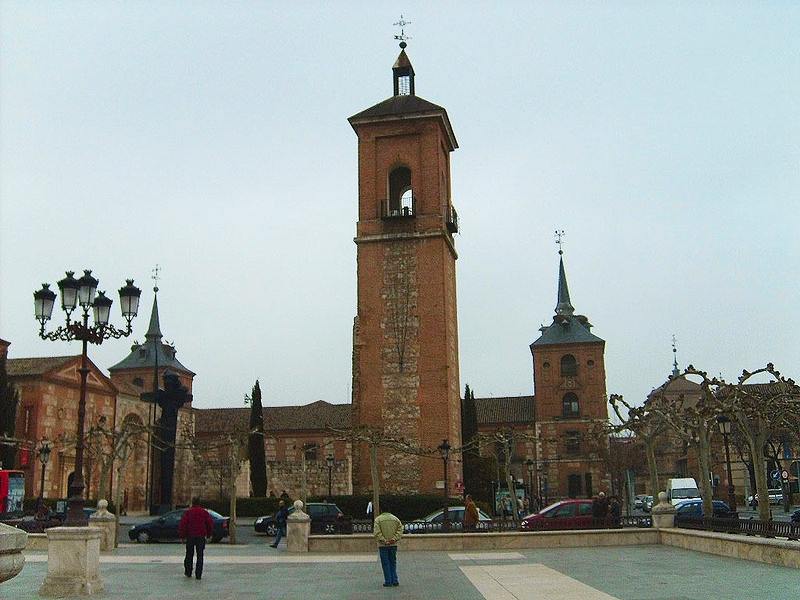
Kerk waar hij werd gedoopt, Alcalá de Henares

Er bestaat geen officiële geboorteakte; de vermoedelijke geboortedatum 29 september is gebaseerd op zijn voornaam, die zou overeenkomen met de katholieke feestdag van Sint-Michiel. Zijn doopcertificaat is gedateerd op 9 oktober 1547. Hij was de vierde van de zeven kinderen van Rodrigo de Cervantes en Leonor de Cortinas.
De familie woonde nabij de kerk in een bescheiden huisje op het adres 2 Calle de la Imagen. Vader Rodrigo kon geen arts worden wegens zijn doofheid, en aanvaardde noodgedwongen het veel lagere statuut van barbier-chirurg voor de volksmensen van Alcalá. Hij combineerde dus, zoals in die tijd gebruikelijk, de kappersstiel met het uitvoeren van kleine chirurgische ingrepen. Cervantes behoorde dus tot wat we de middenklasse kunnen noemen. Over zijn vroege jeugd is weinig bekend. Zijn familie lijkt nogal wat rondgereisd te hebben in Spanje en woonde onder meer in Sevilla, waar Miguel mogelijk de jezuïetenschool volgde. In 1566 vestigde het gezin zich in Madrid. Hoewel ze nabij de universiteit woonden volgde Cervantes nooit een universitaire opleiding. Het eerste spoor dat van zijn schrijversactiviteiten bekend is dateert uit 1569. Het komt uit een literaire compilatie van de directeur van de humanistische academie in Madrid, López de Hoyos. Hierin beschrijft deze Cervantes als 'onze jonge en dierbare leerling' en sluit ook enkele van Cervantes' gedichten in die de jongen opdroeg aan de nagedachtenis van de pas overleden koningin, Elisabeth van Valois (1546-1568).
Hoewel hij katholiek was, maakte zijn deels joodse afkomst dat hij het niet makkelijk had in het Spanje van de strenge contrareformatie. In 1569 verliet hij Spanje en trok hij in dienst van Giulio Acquaviva, die in 1570 kardinaal werd naar Italië. Daar publiceerde Cervantes enkele elegieën. In dienst van de Spaanse tercios trok hij door Italië en vocht hij tegen de Ottomanen in de Slag bij Lepanto, die plaatsvond op 7 oktober 1571. In het gevecht verwondde hij zijn linkerhand die voorgoed verlamd bleef. Vanaf toen werd hij el manco de Lepanto (de gebrekkige van Lepanto) genoemd. Na zes maanden hospitaal in Messina was hij voldoende hersteld om weer in actieve dienst te gaan. Tijdens een verlof werd de galei die hem in 1575 naar Barcelona bracht gekaapt door Barbarijse zeerovers uit Algiers. Cervantes verbleef er vijf jaar als slaaf in gevangenschap en deed vier vruchteloze ontsnappingspogingen. Hij raakte bevriend met zijn lotgenoot Antonio de Sosa, wiens Topografía e historia general de Argel een belangrijke bron is van hun wedervaren. 
In 1580 werd Cervantes vrijgelaten nadat er losgeld was betaald door zijn ouders en de Trinitariërs. Terug in Spanje huwde hij in 1584 met Catalina de Salazar y Palacios en publiceerde hij in 1585 La Galatea. Hij was verder enige tijd actief als handelaar en belastingambtenaar.
In 1597 begon hij, terwijl hij in Sevilla gevangen zat wegens onbetaalde schulden, met het schrijven van het boek Don Quichot. In 1605 publiceerde hij het eerste deel: El Ingenioso Hidalgo Don Quixote de la Mancha, in hedendaagse spelling 'Quijote' en in het Nederlands De vernuftige edelman Don Quichot(te) van La Mancha. Het boek was al meteen na verschijnen een groot succes, omdat het de eerste roman was waarin de draak werd gestoken met het klassieke epos. De hoofdpersoon in Don Quichot is een oude maar idealistische dwaas die, geholpen door zijn knecht Sancho Panza, ten strijde trekt tegen allerlei (vermeend) onrecht.
In 1613 publiceerde Cervantes Novelas ejemplares (Voorbeeldige novellen), een collectie van 12 korte verhalen. Het tweede deel van Don Quichot verscheen pas 10 jaar later, in 1615. Ook in 1615 kwam Ocho Comedias y Ocho Entremeses Nuevos Nunca Representias uit.
De roman Don Quichot was weliswaar succesvol, maar Cervantes verloor de daardoor verworven inkomsten weer waardoor hij in 1616 in Madrid in armoede stierf. Na zijn dood werd zijn roman Los trabajos de Persiles y Sigismunda uitgegeven. Cervantes beschouwde dit werk als wat de kroon op zijn oeuvre moest worden.
De invloed van Cervantes op het Spaans en het Frans was zo groot dat de Spaanse taal in beide landen als la lengua/la langue de Cervantes wordt beschouwd.
De Spaanse euromunten van 10, 20 en 50 cent tonen zijn beeltenis.
Vier eeuwen lang was onbekend waar Cervantes begraven was. Begin 2015 zijn de stoffelijke resten gevonden onder het Convento de las Trinitarias Descalzas-klooster (Klooster van de Ongeschoeide Trinitariërs) in het centrum van Madrid. Op 11 juni 2015 is hij herbegraven in de Sint Ildefonsokerk van dit klooster.

## Invloed

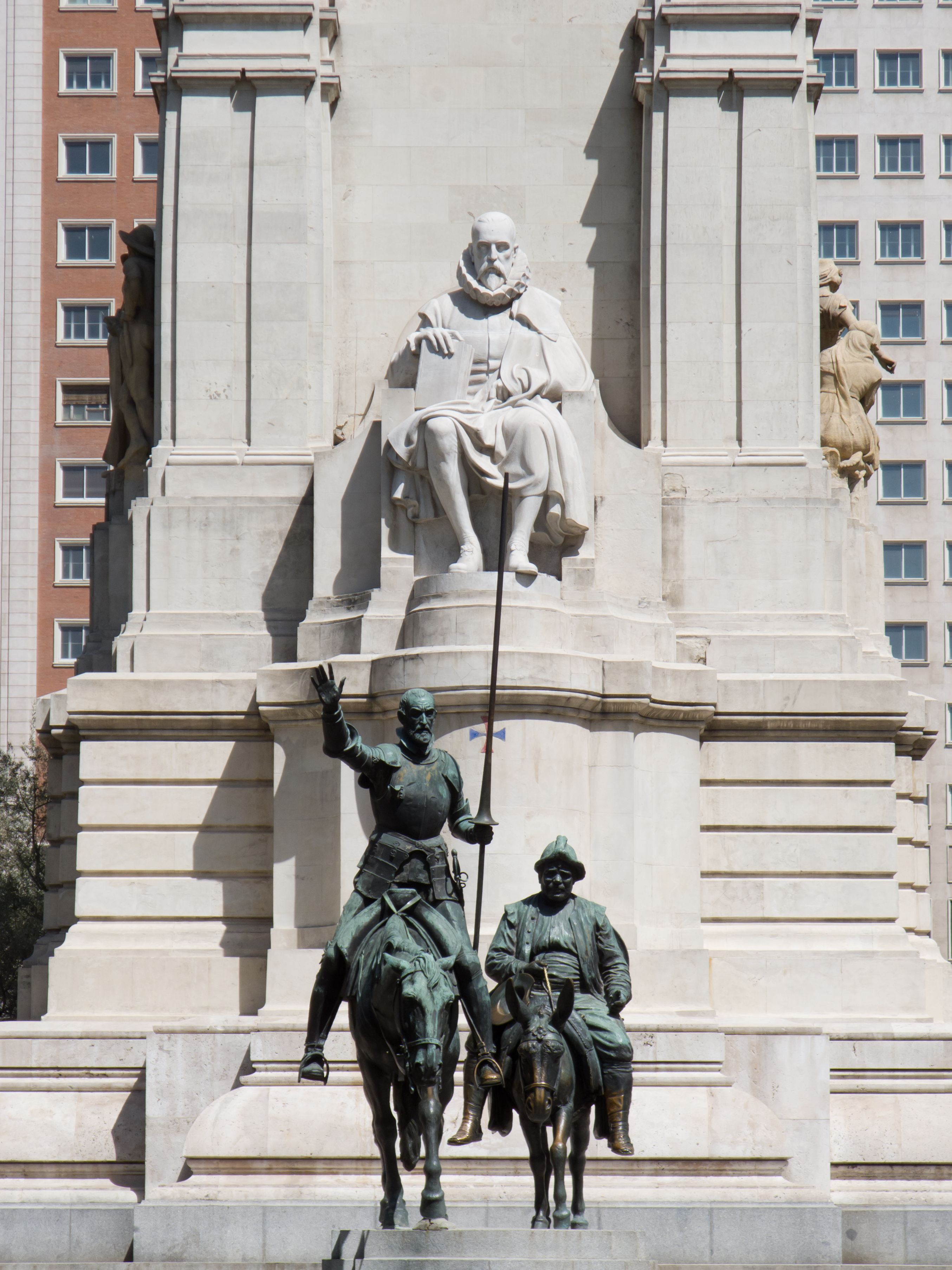
Het Cervantesmonument in Madrid.

Hoewel Cervantes niet de eerste Europese auteur van fictief proza was, geldt hij vanuit Westers standpunt toch als de uitvinder van de roman als literaire vorm. Tot aan Don Quichot was de Europese literaire theorie grotendeels gebaseerd op de indeling door Aristoteles in historie, d.w.z. alle vormen van non-fictie, en poëzie. Cervantes creëerde het begrip fictie zoals we dat vandaag vanzelfsprekend hanteren, met (in de woorden van de 19de-eeuwse dichter Samuel Taylor Coleridge) de "bewuste opheffing van het ongeloof van de lezer" (willing suspension of disbelief) die zich in het verhaal en de personages inleeft. Toen het Noors Nobelinstituut honderd vooraanstaande auteurs van fictie vroeg naar het belangrijkste literaire werk uit de geschiedenis, noemden meer dan de helft onder hen Don Quichot; geen enkel werk van een andere auteur kwam zelfs maar in de buurt van die score.